# Centropogon amplicorollinus
Centropogon amplicorollinus là loài thực vật có hoa trong họ Hoa chuông. Loài này được (E.Wimm.) B.A.Stein mô tả khoa học đầu tiên năm 1993.